# Commissione federale per le comunicazioni
La Federal Communications Commission (abbreviato FCC) in italiano Commissione federale per le comunicazioni è un'agenzia governativa - con carattere di autorità amministrativa indipendente - degli Stati Uniti d'America.
Creata con il Communications Act del 19 giugno 1934 come successore della Federal Radio Commission ed è incaricata di tutti gli usi dello spettro radio (incluse trasmissioni radio e televisive) non governative, e tutte le telecomunicazioni interstatali (via cavo, telefoniche e satellitari) e le comunicazioni internazionali che provengono e sono destinate agli Stati Uniti.
È un importante elemento della politica delle telecomunicazioni americana. La FCC ha il controllo delle comunicazioni telefoniche dalla Interstate Commerce Commission.

## Competenze

### La regolamentazione
L'identificativo delle stazioni radiofoniche e televisive si compone di tre o quattro lettere. La prima di norma identifica l'area geografica, W ad est del Mississippi o K a ovest, ma ci sono molte eccezioni come WOAI a San Antonio o KYW a Filadelfia o le due stazioni governative che diffondono il Tempo coordinato universale WWV di Fort Collins nel Colorado.
Un sistema equivalente esiste in Messico nella lettera XE per le stazioni radio, AM e XH per le televisioni; in Canada lettere CF per radio e per le emittenti televisive da CH a CK..

### Limitazioni dei canali televisivi
La Commissione federale delle comunicazioni - FCC - limita il numero dei canali posseduti ed operativi alla quota percentuale del 39% delle famiglie americane.
Ciò si riflette in modo diverso per le reti a seconda dei mercati, (aree di business). Così ABC hanno 8 stazioni emittenti in importanti mercati, mentre Fox ha 16 stazioni in aree meno redditizie e la CBS hanno 14, e NBC hanno 11.
| Zona                     | ABC     | CBS     | FOX     | NBC     |
| ------------------------ | ------- | ------- | ------- | ------- |
| Atlanta                  |         |         | WAGA-TV |         |
| Austin, Texas            |         |         | KTBC-TV |         |
| Baltimore                |         | WJZ-TV  |         |         |
| Boston                   |         | WBZ-TV  |         | WBTS-CD |
| Chicago                  | WLS-TV  | WBBM-TV | WFLD-TV | WMAQ-TV |
| Dallas                   |         |         | KDFW-TV |         |
| Denver                   |         | KCNC-TV |         |         |
| Detroit                  |         | WWJ-TV  | WJBK-TV |         |
| Durham, North Carolina   | WTVD    |         |         |         |
| Fort Worth               |         | KTVT    |         | KXAS-TV |
| Fresno, California       | KFSN-TV |         |         |         |
| Houston                  | KTRK-TV |         | KRIV    |         |
| Los Angeles              | KABC-TV | KCBS-TV | KTTV    | KNBC    |
| Miami                    |         | WFOR-TV |         | WTVJ    |
| Minneapolis              |         | WCCO-TV | KMSP-TV |         |
| New Britain, Connecticut |         |         |         | WVIT    |
| New York City            | WABC-TV | WCBS-TV | WNYW    | WNBC    |
| Ocala, Florida           |         |         | WOGX    |         |
| Orlando                  |         |         | WOFL    |         |
| Filadelfia               | WPVI-TV | KYW-TV  | WTXF-TV | WCAU-TV |
| Phoenix                  |         |         | KSAZ-TV |         |
| Pittsburgh               |         | KDKA-TV |         |         |
| Sacramento               |         | KOVR    |         |         |
| San Diego                |         |         |         | KNSD    |
| San Francisco            | KGO-TV  | KPIX    | KTVU    |         |
| San Jose, California     |         |         |         | KNTV    |
| Tampa                    |         |         | WTVT    |         |
| Washington, D.C.         |         |         | WTTG    | WRC-TV  |
| Totali                   | 8       | 14      | 16      | 11      |